# Gypsy (Of a Strange and Distant Time)
Gypsy (Of a Strange and Distant Time) is een lied geschreven door Justin Hayward voor The Moody Blues.
Het is lied over een ruimtereiziger die zijn/haar planeet zonder dat hij/zij kan terugkeren ("Left without the hope of coming home"). Het nummer past binnen het centrale thema van ruimtereizen van het conceptalbum To Our Children's Children's Children. Het is een enigszins aritmisch lied met syncopen. De elektrische gitaar van Hayward wordt begeleid door akoestische gitaar en zoals gebruikelijk bij The Moodies de mellotron met strijkersklanken. Ray Thomas bespeelt hier een basfluit. Ook een ander kenmerk van The Moody Blues is te horen; tekstloze samenzang op de achtergrond.
Achteraf constateerde de band dat a) het album te zacht qua karakter was en b) dat de opgenomen stukken moeilijk op podia uit te voeren waren. Het nummer was laag voor laag opgenomen. Desalniettemin keerde het nummer terug tijdens diverse concerttournees, waarbij soms een symfonieorkest de band ondersteunde. 
Een heruitgave van het album uit 2006 laat tevens en alternatieve versie horen van 4:16 tijdens dezelfde sessies opgenomen als ook een liveversie van 3:15 opgenomen in BBC Paris Theater studio te Londen op 17 december 1969.